# Monostroma
Монострома (Monostroma) — рід зелених водоростей (Chlorophyta).

## Назва
Назва походить від поєднання mono- (один) та давньогрецького strōmat-, strōma (ліжко) і вказує на те, що слані у цих водоростей скаладаються з одного шару клітин.

## Будова
У Monostroma талом гаметофіту має вигляд одношарової платівки з гофрованими краями, що має довжину до 10-20 см. Кожна клітина має пристінний хлоропласт з піреноїдом, облямованим кількома крохмальними зернятками, та одне ядро.

## Життєвий цикл
Розмноження відбувається фрагментацією таломів, акінетами або статевим шляхом. Гамети також здатні проростати партеногенетично як у нові гаметофіти, так і у гаплоїдні спорофіти. Таломи гаметофіту розвиваються з зооспор або партеногенетично пророслих гамет: рухлива клітина (чотириджгутикова зооспора або дводжгутикова гамета) прикріплюється до субстрату, ділиться, утворюючи спочатку двошарове скупчення клітин. Далі між першим і другим шарами з'являється порожнина, верхній шар продовжує розростатися, утворюючи велику міхуроподібну сферу, і далі відривається. Відірвана частина власне і становить одношаровий пластинчастий талом нового гаметофіту.
При статевому розмноження будь-яка клітина гаметофіту утворює велику кількість дводжгутикових гамет. Таломи у Monostroma роздільностатеві: одні гаметофіти продукують дрібні чоловічі гамети, другі — жіночі гамети, які є малорухливими, проте за розмірами помітно більші, ніж чоловічі. Статевий процес гетерогамний. Після копуляції зигота осідає на черепашки молюсків або інші кальцій-вмісні субстрати, і починає проростати у стадію «кодіолума». При цьому бічний випин «свердлить» субстрат, далі розширюється у булавоподібне потовщення, у яке переходить протопласт зиготи.
Спорофіт утворює численні бічні випини й переходить у стадію, в який нагадує морські свердлячі водорості роду Gomontia. Через деякий час відбувається мейоз, і з клітини спорофіту виходять кілька чотириджгутикових зооспор, що проростають у нові гаметофіти.

## Практичне використання
Яскрава морська водорість цінується своїм ніжним смаком і пряним ароматом. Водорості монострома в Японії відомі під назвою аонорі. Японці вважають, що аонорі здатні запобігти раку шлунка.
Перед приготуванням зелену норі промивають у чистій воді й висушують при сонячному світлі, а потім дрібно ріжуть і додають як приправу в більшість національних страв або тушкують з соєвим соусом. Ведуться дослідження щодо антивірусних властивостей моностром, оскільки лабораторні дослідження показали успішні результати в придушені вірусу енцифаліту. Вилучені з водорості сульфат-олігосахариди можуть стати багатообіцяючим замінником нинішніх антивірусних припаратів.